# Porwana: Historia Carliny White
Porwana: Historia Carliny White (ang. Abducted: The Carlina White Story) – kanadyjski film obyczajowy z 2012 roku w reżyserii Vondiego Curtis-Halla.
Światowa premiera filmu miała miejsce 6 października 2012 roku.

## Opis fabuły
Rok 1987. Ann Pettway (Aunjanue Ellis) porywa dziecko z oddziału noworodków. Okazuje się nią Carlina, córka młodego małżeństwa. Mija kilkanaście lat. Nastoletnia Nejdra (Keke Palmer) domyśla się prawdy. Chce odszukać biologicznych rodziców.

## Obsada
- Aunjanue Ellis jako Ann Pettway
- Keke Palmer jako Carlina White
- Sherri Shepherd jako Joy White
- Roger Cross jako Carl White
- Heather Doerksen jako agent Thompson